# Droga wojewódzka 942
Droga wojewódzka 942 (DW942) je silnice, nacházející se v Slezském vojvodství v okrese Těšín v jižním Polsku. Její délka je 41 km a spojuje Bílsko-Bělou s Vislou.
Začíná ve čtvrti Wapienica v Bílsko-Bělé křižovatkou s rychlostní silnicí S52. V Bílsko-Bělé vede ulicemi Międzyrzecka, Cieszyńska, vnitřním západním okruhem a ulicí Bystrańska; na ulici Bystrańska je křižovatka s rychlostní silnicí S1.
DW942 prochází přes Salmopolský průsmyk a pak vede osadami Malinka a Nowa Osada. Konec silnice je v křižovatce s vojvodskou silnicí 941 v části Dziechcinka města Visly.

## Sídla ležící na trase silnice
Silnice prochází
- Bystra
- Meszna
- Buczkowice
- Szczyrk